# Авадово
Авадово — деревня в Краснинском районе Смоленской области России. Входит в состав Малеевского сельского поселение. Население — 25 жителей (2007 год).
Расположена в западной части области в 12 км к юго-востоку от Красного, в 15 км южнее автодороги Р135 (Смоленск — Красный — Гусино). В 32 км севернее деревни расположена железнодорожная станция Велино на линии Москва — Минск.

## История
В годы Великой Отечественной войны деревня была оккупирована гитлеровскими войсками в июле 1941 года, освобождена в сентябре 1943 года.
С 2004 по 2017 год деревня входила в состав Волоедовского сельского поселения.